# Ogonki (Węgorzewo)

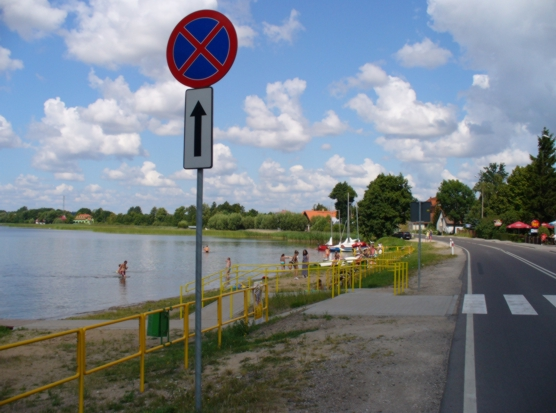

Ogonki (deutsch Ogonken, 1938 bis 1945 Schwenten) ist ein Dorf in der polnischen Woiwodschaft Ermland-Masuren, das zur Stadt- und Landgemeinde Węgorzewo (Angerburg) im Powiat Węgorzewski (Kreis Angerburg) gehört.

## Geographische Lage
Ogonki liegt am Jezioro Święcajty (deutsch Schwenzaitsee) und am Jezioro Stręgiel (Groß Strengelner See) im Nordosten der Woiwodschaft Ermland-Masuren. Die Kreisstadt Węgorzewo (Angerburg) ist sechs Kilometer in nordwestlicher Richtung entfernt.

## Geschichte
Das nach 1410 Schwintz, vor 1785 Ogonicken, nach 1785 Ogontken und bis 1938 Ogonken genannte Dorf wurde im Jahre 1874 dem neu errichteten Amtsbezirk Groß Strengeln (polnisch Stręgiel) zugeordnet. Dieser gehörte bis 1945 zum Kreis Angerburg im Regierungsbezirk Gumbinnen der preußischen Provinz Ostpreußen.
Im Jahr 1910 verzeichnete Ogonken 408 Einwohner. Ihre Zahl stieg bis 1925 auf 643, betrug 1933 bereits 733 und belief sich 1939 auf 829.
Am 3. Juni 1938 wurde Ogonken aus politisch-ideologischen Gründen der Vermeidung fremdländisch klingender Ortsnamen in „Schwenten“ umbenannt.
In Kriegsfolge kam das Dorf 1945 mit dem gesamten südlichen Ostpreußen zu Polen und trägt seither die polnische Namensform „Ogonki“. Heute ist es Sitz eines Schulzenamtes (polnisch Sołectwo) und eine Ortschaft im Verbund der Stadt- und Landgemeinde Węgorzewo im Powiat Węgorzewski, vor 1998 der Woiwodschaft Suwałki, seither der Woiwodschaft Ermland-Masuren zugehörig.

## Religionen
Bis 1945 war die evangelische Bevölkerung Ogonkens resp. Schwentens in die Pfarrkirche Angerburg im Kirchenkreis Angerburg innerhalb der Kirchenprovinz Ostpreußen der Kirche der Altpreußischen Union eingepfarrt. Die katholischen Einwohner gehörten zur Angerburger Kirche Zum Guten Hirten im Dekanat Masuren II (Sitz: Johannisburg, polnisch Pisz) im damaligen Bistum Ermland.
Heute sind die mehrheitlich katholischen Kirchenglieder der einstigen evangelischen und heute Kirche St. Peter und Paul genannten katholischen Pfarrkirche in Węgorzewo zugeordnet, die zum Dekanat Węgorzewo im Bistum Ełk (Lyck) der Römisch-katholischen Kirche in Polen gehört. Die evangelischen Einwohner sind jetzt Teil der Kirchengemeinde Węgorzewo, die ihrerseits Filialgemeinde der Pfarrei Giżycko (Lötzen) in der Diözese Masuren der Evangelisch-Augsburgischen Kirche in Polen ist.

## Verkehr
Ogonki liegt verkehrstechnisch äußerst günstig an der polnischen Landesstraße DK 63 (Teilabschnitt der früheren deutschen Reichsstraße 131), die von der polnisch-russischen Staatsgrenze (eine Übergangsstelle ist projektiert) durch das östliche Masuren bis zur polnisch-belarussischen Grenze führt. Außerdem endet eine von Harsz (Haarschen) am Haarschener See (polnisch Jezioro Harsz) über Okowizna (Numeiten) herkommende Nebenstraße in Ogonki.
Bis 1945 war Ogonken resp. Schwenten Bahnstation an der Bahnstrecke Angerburg–Lötzen, die die beiden Kreisstädte Angerburg (Węgorzewo) und Lötzen (Giżycko) miteinander verband und in Kruglanken (Kruklanki) Anschluss an eine Zweigbahn nach Marggrabowo (Oletzko)/Treuburg (Olecko) hatte. Beide Bahnstrecken sind heute außer Betrieb, das Teilstück Kruglanki – Giżycko wurde noch bis 1987 genutzt.